# Hamburg-Nord

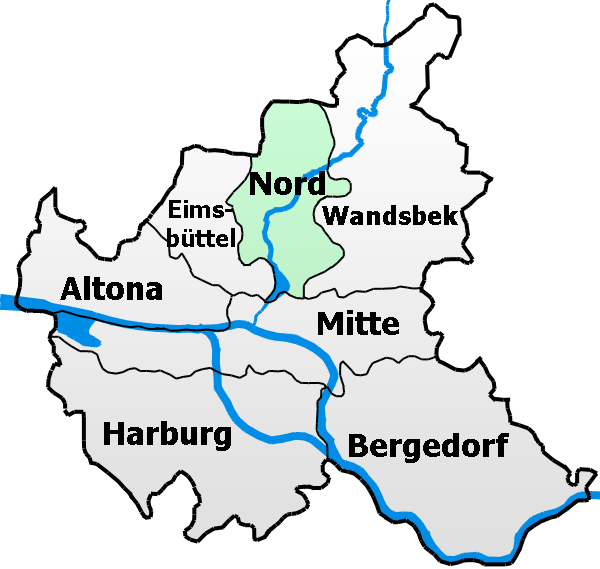
Mapa Hamburga z podziałem na okręgi administracyjne

Dzielnica Hamburga-Nord

Hamburg-Nord, Bezirk Hamburg-Nord – jeden z siedmiu okręgów administracyjnych Hamburga, położony w jego północnej części.  
W okręgu zamieszkuje ok. 294,6 tys. osób.

## Położenie geograficzne
Okręg Hamburg-Nord otoczone jest od północy krajem związkowym Szlezwik-Holsztyn, od wschodu okręgiem Wandsbek, od południa okręgiem Hamburg-Mitte i od zachodu okręgiem Eimsbüttel.  

## Dzielnice
Okręg Hamburg-Nord dzieli się na 13 dzielnic (Stadtteil):

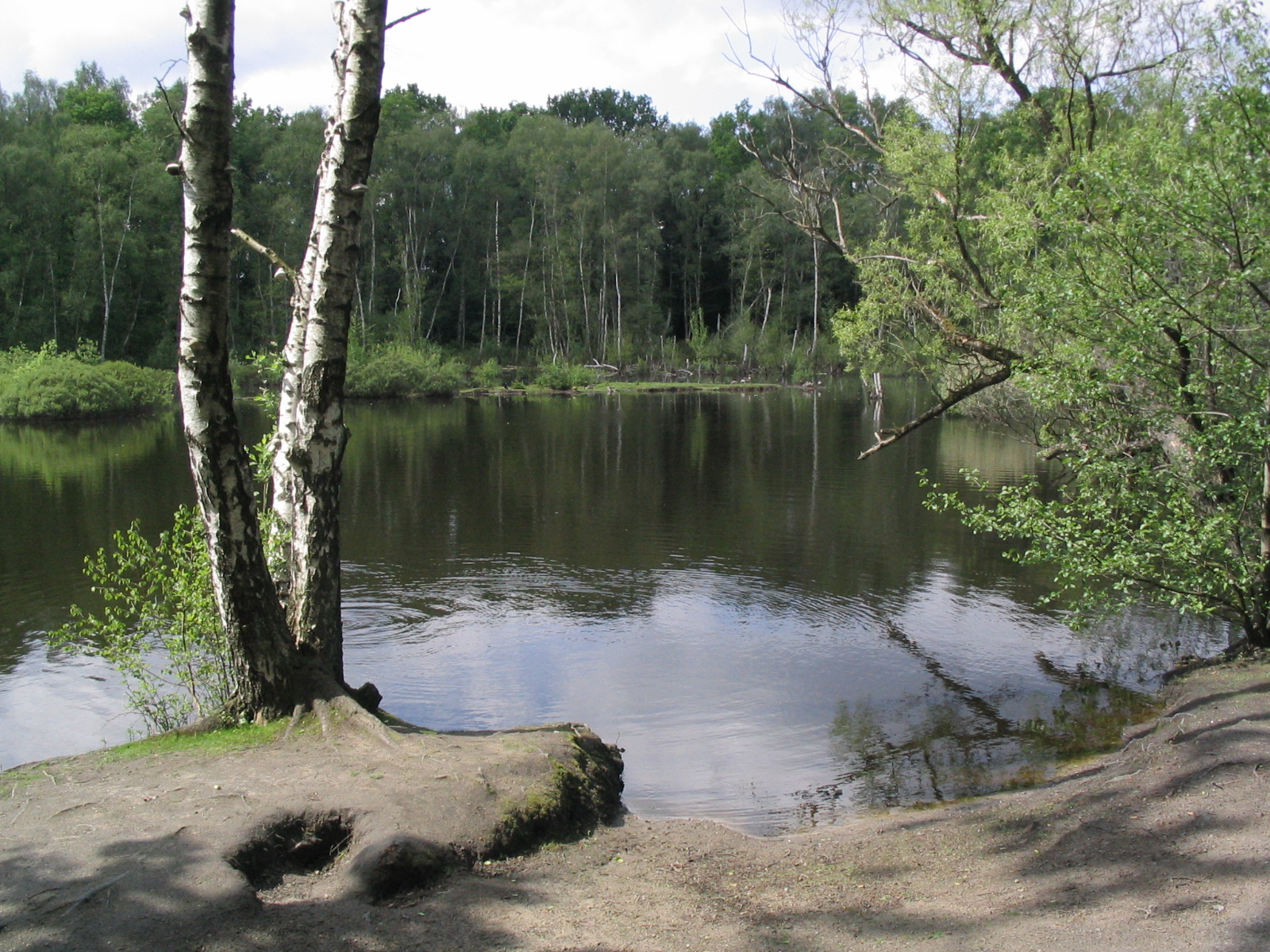
Torfowisko Eppendorfer Moor w Groß Borstel

1. Alsterdorf
2. Barmbek-Nord
3. Barmbek-Süd
4. Dulsberg
5. Eppendorf
6. Groß Borstel
7. Fuhlsbüttel
8. Hoheluft-Ost
9. Hohenfelde
10. Langenhorn
11. Ohlsdorf
12. Uhlenhorst
13. Winterhude

## Ciekawe miejsca
- w dzielnicy Ohlsdorf znajduje się drugi co do wielkości cmentarz na świecie, a jednocześnie największy na świecie cmentarz parkowy
- w dzielnicy Winterhude znajduje się hamburski park miejski o pow. 148 ha
- na południu znajdują się tereny zielone nad dolnym biegiem Alster i większym zewnętrznym jeziorem Hamburga Außenalster
- w dzielnicy Groß Borstel na granicy z Eppendorfem znajduje się ciekawy rezerwat przyrody Eppendorfer Moor, na który składa się jeden z największych torfowisk na terenach miejskich w Europie Środkowej

## Komunikacja
W dzielnicy Fuhlsbüttel znajduje się Port lotniczy Hamburg. Dojechać do niego najłatwiej autostradą A7 (zjazd Schnelsen-Nord).